# Halm Roland
Halm Rolland (Budapest, 1969. április 20. –) 98-szoros magyar válogatott kosárlabdázó.
1998-ban, Salgótarjánban Halm Roland triplájával a nemzeti csapat legyőzte az akkori világbajnoki ezüstérmes oroszokat (60–59), ezzel pedig biztosította helyét a kontinensviadal mezőnyében.
2003-ban vonult vissza, a fehérvári kosárlabdától nem szakadt el, hiszen az Albacompnál sportvezetőként kezdett el dolgozni, majd négy éven át marketingigazgatóként dolgozott, most pedig ügyvezetőként ténykedik.

## 1998/1999 kosárlabda Eb
Csoport: "B"
Eredmények:
- Magyarország - Spanyolország (75–84)
- Oroszország - Magyarország (73-72)
- Magyarország - Szlovénia (66–72)

Keret:
Bencze Tamás, Kálmán László, Sitku Ernő, Halm Roland, Dávid Kornél, Pankár Tibor, Boros Zoltán, Orosz László, Gulyás Róbert, Mészáros Zalán, Czigler László
A magyar csapat a 14. helyen végzett.

## Sikerei
- négyszeres magyar bajnok (Honvéd 1, Albacomp 3)
- hétszeres magyar kupa győztes (Honvéd 3, Körmend 2, Albacomp 2)
- 98-szoros magyar válogatott (1987-2001)

## Klubjai
- 1978-1983  Vasas Izzó
- 1983-1985  KSI
- 1985-1992  Budapesti Honvéd
- 1992-1994  Körmend-Hunor KC
- 1994-1995  Graz
- 1995-1997  Tegáz-Debrecen
- 1997-2000  Albacomp
- 2000-2002  Debreceni Vadkakasok
- 2002-2003  Albacomp